# Teva Pharmaceutical Industries
Teva Pharmaceutical Industries Ltd. (Hebreiska: טבע תעשיות פרמצבטיות בע"מ) är ett internationellt läkemedelsföretag med huvudkontor i Petah Tikva, Israel.
Teva är en av världens största tillverkare av generika och har fabriker och utvecklingsavdelningar i ett stort antal länder, flera i Europa genom förvärvade bolag. Tevas försäljningsbolag i Sverige, Teva Sweden AB, har kontor i Helsingborg. 
Teva tillverkar Copaxone (aktiv substans: glatirameracetat) vilket används för att minska antalet skov vid multipel skleros.
1. ↑  hämtat från: engelskspråkiga Wikipedia.[källa från Wikidata]